# Kettlebell

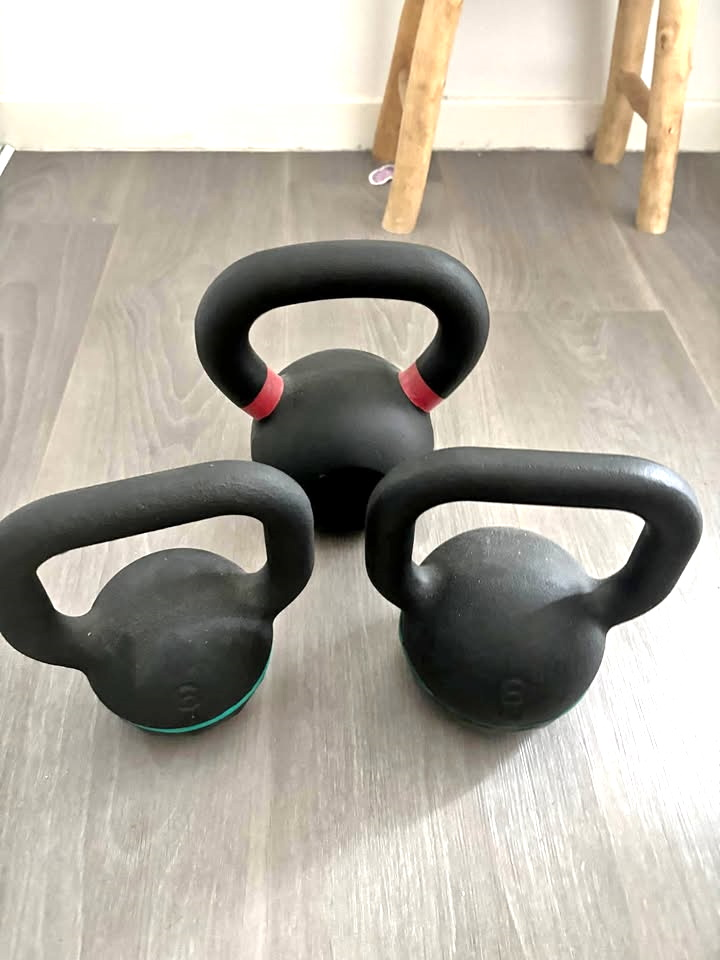
Trois kettlebells

Le kettlebell est un outil de musculation polyvalent, également connu sous le nom de "girya" en russe, il s'agit d'un poids en fonte en forme de boule avec une poignée en forme d'anse.

## Étymologie
Le mot kettlebell est composé de deux termes anglais :
Kettle : qui signifie "bouilloire" et Bell : qui fait référence à la forme arrondie de l'objet.